# Arruntia (cràter)
Arruntia és un cràter sobre la superfície de (4) Vesta. Fa 10.49 km. de diàmetre; s'hi troba a les coordenades planetocèntriques de 40.62 ° latitud nord i 223.12 ° longitud est. El nom fa referència a una verge vestal romana i va ser aprovat per la UAI el 28 de febrer de 2012.